# 말보르크성
말보르크성(~城, 폴란드어: zamek w Malborku)은 폴란드 북동부 말보르크(독일 이름 마리엔부르크)에 있는 성(城)으로, 세계문화유산이다. 1945년까지는 독일 영토인 동프로이센에 위치하여 마리엔부르크 기사단성(~騎士團城, 독일어: Ordensburg Marienburg)으로 불리었다. 튜튼 기사단에 의해 건설되었으며, 표면적상 세계에서 가장 넓은 성이다. 기사단은 이 성을 성모 마리아의 이름을 따 마리엔부르크라 이름붙였으며, 성이 위치한 도시 또한 그렇게 불렀다.
1274년 발생한 고대 프로이센인(발트 부족의 하나)의 봉기를 진압한 뒤, 튜튼 기사단이 이 지역에 대한 통치력을 강화하기 위해 건설하였다. 1466년 이후 폴란드 국왕의 거성(居城) 중 하나가 되었다가 1772년 폴란드 분할에 의해 프로이센 왕국의 영토가 되었다. 1945년 봄 소련군의 공격에 맞선 독일 국방군의 농성(籠城)으로 성의 대부분이 파괴되었다. 전쟁이 끝난 후 폴란드의 영토가 되었고, 대성당을 제외하고는 대부분의 건물이 복구되었다.

## 같이 보기
- 트라카이성